# Rothenburg (Lucerna)
Rothenburg és un municipi del cantó de Lucerna (Suïssa), situat al districte de Hochdorf.